# Воля-Янковська
Воля-Янковська (пол. Wola Jankowska) — село в Польщі, у гміні Стшельці-Великі Паєнчанського повіту Лодзинського воєводства.
Населення — 230 осіб (2011).
У 1975-1998 роках село належало до Ченстоховського воєводства.

## Демографія
Демографічна структура станом на 31 березня 2011 року:
|          | Загалом | Допрацездатний вік | Працездатний вік | Постпрацездатний вік |
| -------- | ------- | ------------------ | ---------------- | -------------------- |
| Чоловіки | 108     | 22                 | 72               | 14                   |
| Жінки    | 122     | 22                 | 73               | 27                   |
| Разом    | 230     | 44                 | 145              | 41                   |